# دالکه دوشنیکی
دالکه دوشنیکی (به چکی: Daleké Dušníky) یک منطقهٔ مسکونی در جمهوری چک است که در ناحیه پریبرام واقع شده‌است.